# Bentley Speed 8
El Bentley Speed 8 (desarrollado desde el Bentley EXP Speed 8) fue un Prototipo Le Mans, que corrió en la afamada carrera 24 Horas de Le Mans desde 2001 hasta 2003, después de 73 años de ausencia.
El coche estaba basado en el Audi R8C. Usaba el mismo motor que propulsó al coche de Ingolstadt, la caja de cambios fue un Xtrac, en vez del ricardo del Audi, y montaba neumáticos Dunlop en lugar de Michelin. En las 24 Horas de Le Mans de 2001 se presentaron con dos coches. El primero terminó en tercer lugar, tras los Audi, y el otro abandonó debido a la fuerte lluvia que le causó un incendio. El 2002 terminaron en cuarta posición, de nuevo a la cola de los Audi. 
En 2003 con el nuevo Speed 8, entraron en las 12 Horas de Sebring para preparar la carrera de Le Mans, después de partir últimos por infirngir el reglamento en clasificación, terminaron terceros y cuartos detrás de los R8 oficiales y privados. En las 24 horas, con asistencia de Joest Racing, el Bentley partió en la pole position. En este año el equipo oficial Audi no compareció a la prueba, por lo que lideraron casi toda la carrera con el coche 7 delante del 8, el cual tuvo algunos problemas eléctricos. El coche n.º 7 recibió la bandera a cuadros seguido del otro Bentley a dos vueltas de distancia. Esta victoria también dio al Grupo Volkswagen su cuarta victoria en Le Mans, después de las tres conseguidas por Audi.
Después de esta victoria en Le Mans, el programa terminó y los coches nunca más corrieron.

## Enlaces
- Wikimedia Commons alberga una categoría multimedia sobre Bentley Speed 8.
- Mulsanne's Corner - Interview with Bentley designer Peter Elleray

- Datos: Q818310
- Multimedia: Bentley Speed 8 / Q818310